# Play the Game Tonight
Play the Game Tonight è un singolo della rock band Kansas pubblicato nel 1982. È incluso nel sesto album della band, Vinyl Confessions.

## Struttura
La canzone inizia con una lenta introduzione di pianoforte suonata da John Elefante, che continua a suonare mentre entra la voce, cantando la prima strofa. Man mano che la strofa progredisce fino alla fine, e c'è un aumento di volume che porta al ritornello, dove Elefante è supportato da Robby Steinhardt, Dave Hope, Kerry Livgren e Roger Taylor alla voce. La stessa struttura si ripete con la seconda strofa e il ritornello, fino a un assolo di violino di Steinhardt, passando al terzo e ultimo ritornello. Nell'album Vinyl Confessions, un seguito alla canzone, chiamato "Play On" viene riprodotto verso la fine dell'album.

## Video musicale
Il video musicale rappresenta, tra la band che suona la canzone, una partita a scacchi giocata da due uomini incappucciati. Uno è vestito di bianco e rappresenta la vita e tutte le realizzazioni dell'umanità, mentre l'altro è vestito di nero ed è destinato a rappresentare la morte e la distruzione. I pezzi nel set di scacchi sono personaggi de Il Signore degli Anelli di J.R.R. Tolkien. Alla fine del video, il pezzo degli scacchi che è la torre, sul lato della figura in bianco, si sposta su tutta la linea verso il pezzo del re della figura in nero; mettendolo in uno scacco matto, mentre la telecamera ingrandisce e la figura nera si ferma, poco prima che il video finisca.

## Formazione

### Formazione ufficiale
- John Elefante — voce, pianoforte
- Kerry Livgren — chitarra
- Robby Steinhardt — violino, voce
- Rich Williams — chitarra
- Dave Hope — Basso
- Phil Ehart — batteria

### Ospiti
- Roger Taylor — voce